# Matěj Rampula
Matěj Rampula (* 3. dubna 2000) je český sportovní střelec z pistole. V současnosti reprezentuje sportovně střelecký klub Dukla Plzeň. Studuje obor Softwarové a informační systémy na Fakultě aplikovaných věd ZČU v Plzni.